# Crazy (пісня Віллі Нельсона)
Crazy — балада, створена Віллі Нельсоном. Балада була записана багатьма артистами, проте найбільшу популярність отримала у записі Петсі Клайн 1962 року.
В її виконанні пісня потрапила до списку 500 найкращих пісень усіх часів за версією журналу Rolling Stone